# Невидимый мир
«Невидимый мир» (англ. The World Unseen) — драма 2007 года, снятая режиссёром Шамим Сариф по мотивам собственного романа.

## Сюжет
Действие фильма происходит в Южной Африке 1950-х годов во времена апартеида, описывая жизнь южноафриканцев азиатского происхождения.
Амина, потомок смешанного брака, свободолюбивая женщина, держит кафе в Кейптауне, предоставляя работу «небелым» жителям, испытывающим постоянные притеснения со стороны полиции. Мириам — жена индийца Омара, мать троих детей. Находясь под властью мужа, Мириам никогда не думала, что может иметь собственный выбор в жизни.
Встреча Мириам с Аминой порождает неожиданное и опасное влечение их друг к другу. Уверенность Амины в своём достоинстве и её чувство свободы побуждают Мириам выйти из-под давления мужа и осознать, что она тоже имеет право на выбор.

## Актерский состав
| В ролях      |  | Персонаж |
| ------------ |  | -------- |
| Лиза Рэй     |  | Мириам   |
| Шитал Шет    |  | Амина    |
| Парвин Дабас |  | Омар     |
| Нандана Сен  |  | Ремат    |
| Дэвид Деннис |  | Джейкоб  |

## Награды
Фильм получил следующие награды:
| Награды                                                | Награды | Награды                             | Награды                                                   | Награды     |
| ------------------------------------------------------ | ------- | ----------------------------------- | --------------------------------------------------------- | ----------- |
| Фестиваль / Премия                                     | Год     | Награда                             | Категория                                                 | Победитель  |
| Miami Gay and Lesbian Film Festival                    | 2008    | Приз зрительских симпатий           | Лучший фильм                                              | Шамим Сариф |
| Phoenix Film Festival                                  | 2008    | Copper Wing Award                   | Best Director — World Cinema                              | Шамим Сариф |
| Tampa International Gay and Lesbian Film Festival      | 2008    | Приз зрительский симпатий Приз жюри | Приз зрительских симпатий за лучший фильм Лучший режиссёр | Шамим Сариф |
| Verzaubert — International Gay & Lesbian Film Festival | 2008    | Rosebud (2-е место)                 | Лучшая картина                                            | Шамим Сариф |